# Festspielhaus de Bayreuth
El Bayreuther Festspielhaus ('Teatre del Festival de Bayreuth' en català) és un teatre d'òpera de Bayreuth, a Baviera, Alemanya, que es dedica exclusivament a la representació de les òperes compostes per Richard Wagner. És la seu del Festival de Bayreuth, pel qual va ser especialment concebut i construït pel mateix Wagner.
Està inscrita a la llista del Patrimoni de la Humanitat per la UNESCO des del 2012.